# Ricky Nelson
Eric Hilliard Nelson, más conocido como Ricky Nelson (Teaneck, Nueva Jersey, 8 de mayo de 1940-31 de diciembre de 1985) fue un cantante, músico de rock and roll y actor estadounidense, muy influyente entre la juventud de su país.

## Biografía
Nació en la ciudad de Teaneck, Nueva Jersey, fue el hijo menor de Ozzie Nelson, el líder de una big band, y Harriet Hilliard Nelson, la vocalista de la banda. Junto con su hermano David Nelson, la familia protagonizó el programa de radio y televisión llamado The Adventures of Ozzie & Harriet de 1944 a 1966 en televisión; hasta 1949 en radio, por un tiempo los niños fueron sustituidos en ocasiones por actores profesionales en la radio.

### Trayectoria musical y cinematográfica
Ricky empezó su carrera musical en el rock and roll en 1957. Grabó su sencillo debut, I'm Walkin'  escrita por el famoso compositor Fats Domino y lanzada por el sello de jazz Verve. Nelson anhelaba tener el éxito que en ese entonces Elvis Presley gozaba. Su primer sencillo llegó hasta la posición número cuatro en las listas musicales. Pronto, cada programa de televisión terminaba con una presentación de "Ricky".
De 1957 a 1962, Rick tuvo 30 canciones dentro del top 40 de Billboard, más que cualquier otro artista en ese tiempo con excepción de Elvis Presley, considerando además, que muchos de sus contemporáneos no llegaron ni siquiera a 10 hits. Varias de las primeras canciones fueron dobles hits en el Billboard Hot 100 debido a que el sencillo tenía tanto un lado A como B. (para más información véase cambios en las políticas del Hot 100)
En 1959, actuó en la película Río Bravo, con John Wayne y Dean Martin. Celebró su cumpleaños número 18 mientras filmaban la película en Tucson, Arizona. En 1960 protagonizó junto a Jack Lemmon El barco más loco del ejército. En abril de 1963, se casó con Kristin Harmon, a lo que la revista Life se refirió como "La boda del año".
Fuera de aspectos promocionales de su carrera, está claro que Nelson conoció y amaba la música y fue un cantante creíble antes de convertirse en un ídolo juvenil. Fue uno de los primeros elegidos para formar parte del Salón de la Fama del Rock and Roll en 1987, y además para el Salón de la Fama del Rockabilly.
A diferencia de muchas estrellas juveniles de su época, Nelson mostró su gusto personal por trabajar con músicos destacados incluyendo a James Burton, Joe Maphis, y Johnny Burnette. A fines de los años 50 y principios de los años 60, Nelson fue uno de los artistas que más álbumes vendió, superado solamente por Elvis Presley. Con su sencillo "Poor Little Fool" se convirtió en el único y primer artista de llevar el primer número 1 de Billboard Hot 100, el día 8 de abril de 1958. En 1963, firmó un contrató por 20 años con la compañía discográfica Decca, pero no tuvo grandes hits después del sencillo "For You" en 1964 sumado a la instauración de la invasión británica por eso años. A mediados de los años 1960, empezó a experimentar con géneros como el country. Garden Party en 1972 disfrutó de un éxito moderado.
Ricky Nelson además apareció en películas tales como Río Bravo en 1959 y Love and Kisses en 1965.

### Muerte
A finales de los años 1970, la vida de Ricky se convirtió en un caos. Su esposa Kristin Harmon se había divorciado de él y se llevó con ella a sus cuatro hijos Tracy Nelson, Matthew Nelson, Gunnar Nelson y Sam Nelson. Ya no grababa más canciones con la periodicidad de antaño. En 1985, se unió en una gira de nostalgia por el rock en Inglaterra; éste fue su mayor éxito después de una carrera artística alicaída. Trató de realizar la misma gira en el sur de los Estados Unidos. Mientras se arreglaban los últimos detalles para iniciar la gira, muere a la edad de 45 años cuando se estrella el avión en que viajaba rumbo a Dallas, Texas para celebrar la Nochevieja el 31 de diciembre de 1985. Curiosamente, la última canción que interpretó Nelson antes de su muerte fue «Rave On» de Buddy Holly, canción que este último interpretaría como último número en su presentación, horas antes de morir, también en un accidente aéreo en 1959.
Sus restos descansan en el Forest Lawn Memorial Park (Hollywood Hills).

## Discografía
| Año                                    | Álbum                                   | Máxima posición | Máxima posición | Máxima posición |
| Año                                    | Álbum                                   | US              | US Country      | CAN             |
| -------------------------------------- | --------------------------------------- | --------------- | --------------- | --------------- |
| 1957                                   | Ricky                                   | 1               | 1               | 1               |
| 1958                                   | Ricky Nelson                            | 1               | 2               | 1               |
| 1959                                   | Ricky Sings Again                       | 2               | 2               | 2               |
| 1959                                   | Songs By Ricky (Ricky Sings Spirituals) | 3               | 3               | 3               |
| 1960                                   | More Songs By Ricky                     | 3               | 3               | 3               |
| 1961                                   | Rick Is 21                              | 1               | 2               | 2               |
| 1961                                   | Album Seven By Rick                     | 2               | 2               | 3               |
| 1962                                   | Best Sellers By Rick Nelson             | 4               | 3               | 3               |
| 1962                                   | It's Up to You                          | 4               | 3               | 3               |
| 1962                                   | Million Sellers                         | 3               | 3               | 5               |
| 1962                                   | A Long Vacation                         | 2               | 2               | 2               |
| 1963                                   | Rick Nelson Sings For You               | 1               | 1               | 1               |
| 1963                                   | For Your Sweet Love                     | 2               | 3               | 2               |
| 1964                                   | Rick Nelson Sings "For You"             | 1               | 1               | 1               |
| 1964                                   | The Very Thought of You                 | 3               | 3               | 2               |
| 1965                                   | Spotlight on Rick                       | 3               | 3               | 3               |
| 1965                                   | Best Always                             | 4               | 4               | 3               |
| 1965                                   | Love and Kisses                         | 5               | 4               | 3               |
| 1966                                   | Bright Lights and Country Music         | 6               | 6               | 6               |
| 1966                                   | Country Fever                           | 5               | 5               | 3               |
| 1966                                   | On the Flip Side                        | 12              | 12              | 10              |
| 1967                                   | Another Side of Rick Nelson             | 8               | 9               | 10              |
| 1968                                   | Perspective                             | 6               | 9               | 8               |
| 1970                                   | In Concert                              | 10              | 10              | 10              |
| 1970                                   | Rick Sings Nelson                       | 19              | 10              | 15              |
| 1971                                   | Rudy The Fifth                          | 20              | 21              | 16              |
| 1972                                   | Garden Party                            | 32              | 26              | 39              |
| 1974                                   | Windfall                                | 19              | 19              | 19              |
| 1977                                   | Intakes                                 | —               | —               | —               |
| 1981                                   | Playing to Win                          | 153             | —               | —               |
| 1986                                   | The Memphis Sessions                    | —               | 62              | —               |
| 1989                                   | Lonesome Town                           | —               | —               | —               |
| 2006                                   | Greatest Hits                           | 56              | —               | —               |
| 2007                                   | Ricky Rocks                             | —               | —               | K4OS            |
| "—" indica que no entró en los charts. |                                         |                 |                 |                 |